# Selezione multilivello
La selezione multilivello è una teoria esposta dal biologo evoluzionista David Sloan Wilson, la quale  propone che la selezione naturale non avvenga solo tra individui, ma che esistano spinte selettive agenti ai diversi livelli della gerarchia biologica: a livello di gene, di cellula, d'individuo, di gruppo e di specie.
Secondo Wilson i diversi livelli dei processi evolutivi interagiscono tra di loro e sono organizzati in una struttura simile alle matrioske, uno dentro l'altro.
Nell'ottica della selezione multilivello trova una spiegazione la selezione di gruppo, che era stata ipotizzata negli anni '60 dal biologo Wynne-Edwards, sebbene criticata dalla maggior parte dei biologi evoluzionisti negli anni '70 oggi viene rivalutata. Secondo Wilson, infatti, l'altruismo può essere svantaggioso per l'individuo all'interno del gruppo, ma può assumere un valore adattativo positivo per il gruppo all'interno della popolazione.

## Esempi di selezione a vari livelli
- Selezione di geni: questo tipo di selezione avviene tra i geni presenti all'interno degli individui. La visione genocentrica dell'evoluzione è stata evidenziata da diversi teorici del neodarwinismo, in particolare W.D.Hamilton e G.C.Williams, ma è stata esposta in maniera esaustiva da R.Dawkins  nel libro il gene egoista.[2].Dawkins distingue i geni, che sono i replicatori, dagli individui o i gruppi, che considera come veicoli. Secondo questo scienziato, poiché il gene è causa del fenotipo, deve essere considerato come il vero bersaglio della selezione naturale.
- Selezione cellulare: questo tipo di selezione avviene quando, in un individuo pluricellulare, esistono differenti cloni di cellule con diversa capacità proliferativa. Un esempio tipico è il cancro, nel quale la proliferazione delle cellule cancerose è favorita rispetto a quella delle cellule normali, nonostante questo comporti una diminuzione della fitness, e quindi della sopravvivenza del livello superiore, cioè l'individuo.
- Selezione di individuo: è la selezione tradizionalmente concepita dove l'individuo più adatto all'ambiente, possiede maggiore possibilità di sopravvivenza e di riproduzione nel suo habitat naturale.
- Selezione di gruppo: questo tipo di selezione si verifica quando gruppi di organismi evolvono come unità adattative per caratteri che avvantaggiano il gruppo, anche a scapito dei singoli individui. I caratteri vantaggiosi per il gruppo, tuttavia, possono evolvere solo quando il processo di selezione tra gruppi è abbastanza forte da superare la selezione tra individui all'interno del gruppo. L'esempio più evidente è rappresentato dalle colonie di insetti sociali, che si comportano come unità adattative, dove i singoli organismi cooperano per la sopravvivenza del gruppo.
- Selezione di specie: questo tipo di selezione considera le specie come unità adattative che, in alcune circostanze, possono entrare in competizione con altre, ad esempio per una nicchia ecologica, per le risorse alimentari o altro. Le conseguenze di questa competizione potrebbero essere l'estinzione di un'intera specie o la comparsa di altre (speciazione). Tuttavia, esistono notevoli divergenze tra i biologi evoluzionisti sull'esistenza di una selezione a livello di specie o di gruppi tassonomici superiori; molti infatti, tendono a spiegare questi fenomeni come la conseguenza della selezione tra gli organismi delle diverse specie che entrano in competizione.